# 贺同新
贺同新（1953年9月—），山东平原人。
1973年10月加入中国共产党。广东外国语学院（现广东外语外贸大学）英语系英语专业毕业，硕士学历。中国驻赞比亚大使馆翻译；中国人民解放军装甲兵技术学院外语室翻译；湖南省化工机械进出口公司化工科业务员、副经理；湖南省进出口总公司进口公司经理；湖南省对外经济贸易委员会副主任；中共衡阳市委副书记、代市长、市长；湖南省人民政府副省长 等职。2007年5月任中国通用技术集团董事长。2008年，当选第十一届全国政协委员，代表经济界，分入第三十六组。